# مات فريفولا
ماثيو كينيث فريفولا (بالإنجليزية: Matthew Kenneth Frevola؛ مواليد 11 يونيو 1990) هو مُقاتل فنون قتالية مختلطة أمريكي.

## وصلات خارجية
- مات فريفولا على موقع يو إف سي (الإنجليزية)
- مات فريفولا على موقع شيردوغ (الإنجليزية)
- مات فريفولا على موقع Tapology.com (الإنجليزية)
- مات فريفولا على موقع IMDb (الإنجليزية)